# لاري لي
لاري لي (بالإنجليزية: Larry Lee)‏ هو لاعب كرة قاعدة أمريكي، ولد في 12 ديسمبر 1959 في سان لويس أوبيسبو في الولايات المتحدة.